# Ясените
Ясените (болг. Ясените) — село в Болгарии. Находится в Габровской области, входит в общину Габрово. Население составляет 23 человека.

## Политическая ситуация
В местном кметстве Жылтеш, в состав которого входит Ясените, должность кмета (старосты) исполняет Тодорка Колева Венкова (коалиция в составе 2 партий: Болгарская социал-демократия (БСД), Болгарская социалистическая партия (БСП)) по результатам выборов правления кметства.
Кмет (мэр) общины Габрово — Томислав Пейков Дончев (Граждане за европейское развитие Болгарии (ГЕРБ)) по результатам выборов в правление общины.